# 오르가니스트

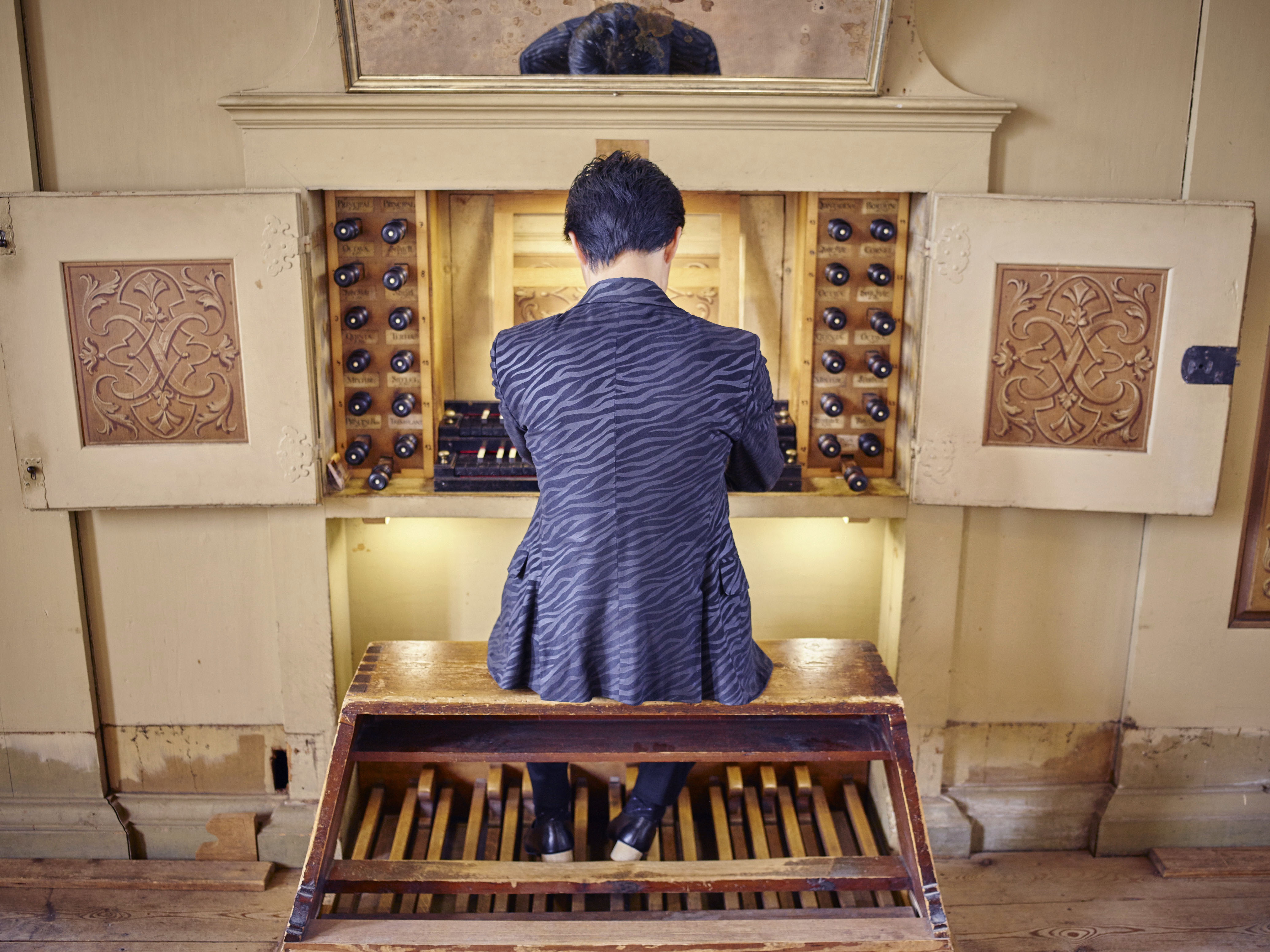
독일 뢰타 게오르겐교회 질버만오르간 1721년 제작

오르가니스트(organist) 또는 오르간 연주자는 오르간을 직업으로 연주하는 사람이다.

서양 고전 음악의 경우는 주로 파이프 오르간을 그 대상으로 하게 되며 대중 음악에서는 전자 오르간(electronic organ)을 대상으로 한다.

## 서양 고전 음악의 오르가니스트
오르가니스트는 대부분의 경우 교회의 미사나 예배 반주를 담당한다. 연주회를 많이 여는 콘서트 오르가니스트도 많다. 특히 가톨릭 미사에서는 사제의 움직임에 맞춰 즉흥 연주를 하는 경우도 많으며, 그로 인해 많은 오르가니스트들은 뛰어난 즉흥 연주 기술을 익히게 된다. 이름 있는 교회의 오르가니스트로 뽑히기 위해서는 기존의 레퍼토리를 잘 해내는 것 말고도 이러한 즉흥 기술에 대한 능력도 필요로 하게 된다.
독일의 예를 살펴보면, 오르가니스트는 활동에 따라서 크게 세가지 부류로 나뉜다. 가톨릭과 개신교로 나뉜 교회음악을 대학에서 전공하거나 자격을 취득한 이후에 교회음악가(4등급; A,B,C,D)로서 교회의 미사나 예배 반주에 오르간으로 반주하는 오르가니스트가 일반적이고, 뛰어난 실력으로 무대 연주자로서 전문 양성된 이른바 콘서트 오르가니스트들이 있는가 하면, 이 둘을 모두 겸비한 오르가니스트들도 적지 않다. 피아니스트들이 두 손을 가지고 한 건반에서 연주해야 하는 반면, 오르가니스트들은 다수의 건반과 동시에 페달건반까지 익숙해야 하고, 특히 곡의 셈여림이나 음색을 표현하기 위해 수많은 파이프 관의 음색을 섞는 역할, 즉 여러 스탑을 조화롭게 선택, 조정할 수 있는 능력을 갖춰야 한다. 이를 위해 오르가니스트들은 오르간의 구조와 제작에 대한 기본적인 지식, 예를 들어 트럼펫이나 오보에 같은 리드스탑의 조율에 관한 상식, 시대/장르별 오르간곡에 대한 정확한 이해가 필요하고, 심지어 자유자제로 할 수 있는 즉흥 연주의 기술이 요구된다.

## 같이 보기
- 키보디스트